# Пульперкартон
Пульперкартон — смесь твёрдых частиц и жидкости, негустая неоднородная система.

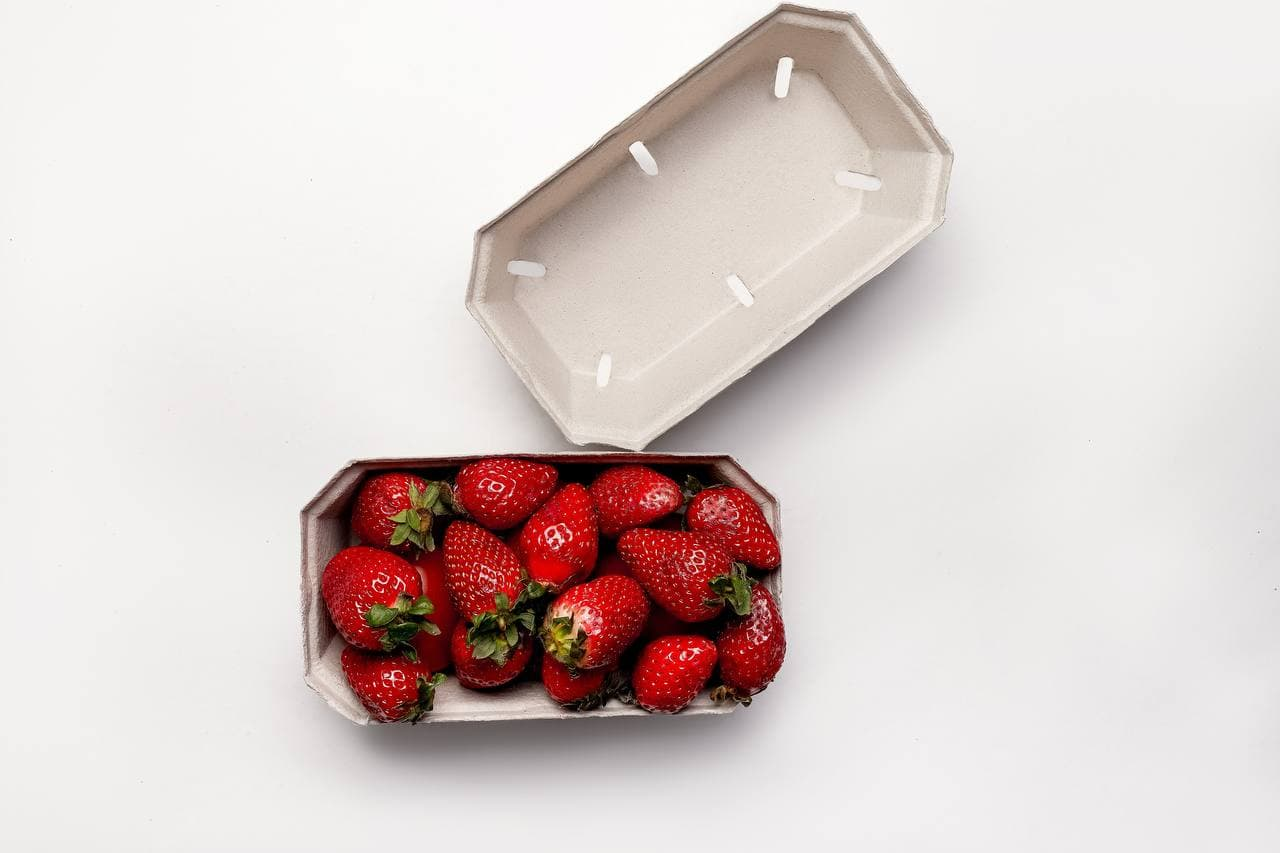
Коробка из пульперкартона, пример

Пульперкартон — это формованное бумажное волокно (ФБВ), которое получают путем формования макулатурной пульпы под давлением. В результате получается достаточно крепкий материал, по прочности не уступающий пластикам и даже некоторым видам дерева.
Из материала можно создавать цельные изделия сложной формы, которым не нужна сборка. Из пульперкартона изготавливают лотки для ягод и фруктов, упаковки для яиц, подстаканники для кофе и много других.

## Особенности технологии производства
В основе технологии производства пульпекартона и изделий из него лежит использование свойства картона и бумаги распадаться на волокна в горячей воде. Для этого необходимо получить сырье — макулатуру определенного качества.

## Подготовка массы для переработки
Подготовка массы — наиболее ответственная операция в производстве. Макулатуру измельчают и замачивают в горячей воде. Через некоторое время макулатура распадается на волокна — образуется пульпа, текучая субстанция с волокнами.

## Формование изделий
Формовка упаковки из пульпекартона производится прокачкой пульпы через сетчатые формы. Отдельные волокна задерживаются на сетке, постепенно образуя готовую форму. После удаления воды и прессования пульпекартон приобретает прочность и амортизационные свойства.

## Особенности производства пульперкартона
В отличие от других типов бумажной упаковки, пульперкартон делается одним этапом — формированием. Если рассматривать этапы производства, гофрокартона и микрогофрокартона, то они изготавливаются в два шага — сначала производится картон, а после он склеивается слоями. Поэтому при изготовлении пульперкартона в атмосферу выбрасывается меньше CO2, а также сокращается использование природных ресурсов. На производстве при одном этапе формирования материала затрачивается меньше воды, электричества, газа в сравнении с изготовлением в два и более этапа.
При производстве гофрокартона и микрогофрокартона выброс СО2 составляет 0,837 кг на один килограмм продукции. При производстве пульперкартона показатель СО2 составляет 0,621 кг на килограмм продукции, что на 25 % меньше.